# Mediator

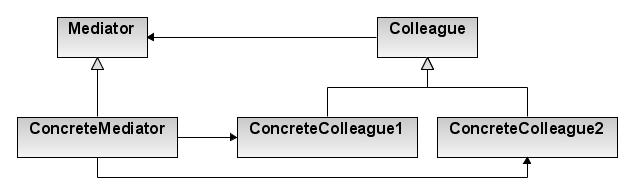

Mediator är ett designmönster inom mjukvaruutveckling som kapslar in ömsesidigt beteende mellan objekt i en separat klass för att undvika direkta referenser mellan objekten. Mönstret syftar till att få en lösare koppling mellan objekt vilket minskar beroendet mellan objekten och gör koden lättare att underhålla. Ett exempel på användningområde är att koppla ett användargränssnitt löst mot objekt som representerar systemets problemområde.